# Marion Caspers-Merk

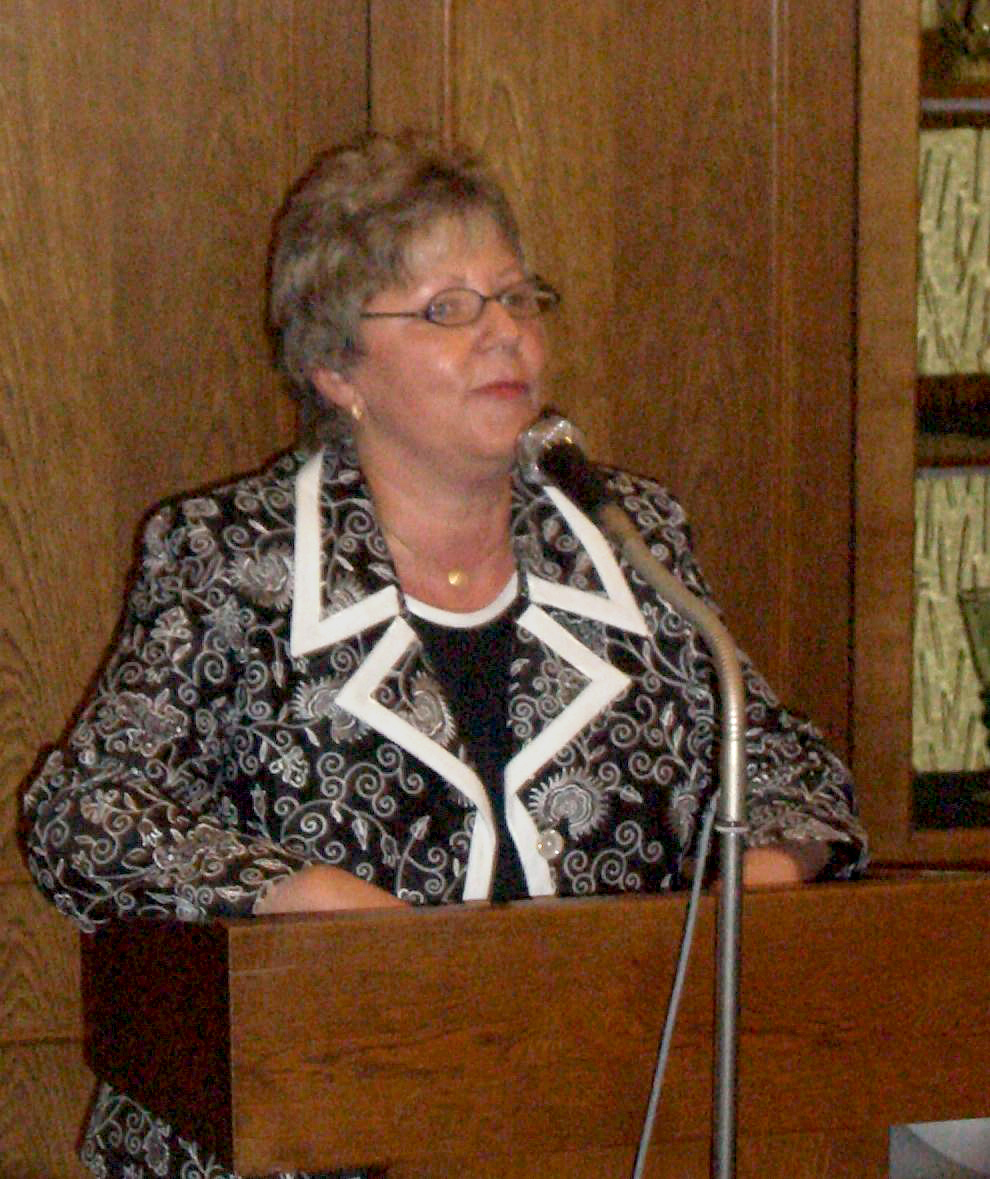
Marion Caspers-Merk

Marion Caspers-Merk geb. Caspers (* 24. April 1955 in Mannheim) ist eine deutsche Politikerin (SPD). Sie war von 2002 bis 2005 parlamentarische Staatssekretärin bei der Bundesministerin für Gesundheit und Soziale Sicherung und anschließend von 2005 bis 2009 parlamentarische Staatssekretärin bei der Bundesministerin für Gesundheit. Von 2001 bis 2005 war Caspers-Merk zudem Drogenbeauftragte der Bundesregierung.

## Ausbildung und Beruf
Nach dem Abitur 1974 absolvierte Marion Caspers-Merk ein Studium der Politikwissenschaft, Germanistik und Geschichte an der Freien Universität Berlin und der Albert-Ludwigs-Universität Freiburg, das sie 1980 als Magister artium (MA) beendete. Sie war dann als wissenschaftliche Mitarbeiterin, als Dozentin in der Erwachsenenbildung und schließlich als Lehrbeauftragte an der Hochschule für öffentliche Verwaltung Kehl sowie an der Evangelischen und Katholischen Fachhochschule für Sozialwesen in Freiburg/Breisgau tätig.

## Partei
Seit 1972 ist sie Mitglied der SPD und war von 1993 bis 2003 Mitglied im SPD-Kreisvorstand Lörrach. Von 2005 bis 2007 gehörte sie dem Parteivorstand der SPD an, von 1997 und 2002 war sie Mitglied des SPD-Fraktionsvorstands.

## Abgeordnete
Von 1980 bis 1990 war sie Mitglied im Gemeinderat von March im Breisgau. Von 1990 bis 2009 war sie Mitglied des Deutschen Bundestages. Dort war sie von 1997 bis 2002 Mitglied im Vorstand der SPD-Bundestagsfraktion. Sie ist Mitglied im Leitungskreis des Seeheimer Kreises. 1990 und 1994 ist Marion Caspers-Merk über die Landesliste Baden-Württemberg und danach stets als direkt gewählte Abgeordnete des Wahlkreises Lörrach-Müllheim in den Bundestag eingezogen. Bei der Bundestagswahl 2005 erreichte sie hier 43,7 Prozent der Erststimmen. Bei der Bundestagswahl 2009 kandidierte Caspers-Merk nicht mehr.

## Öffentliche Ämter
Von 2001 bis 2005 war Caspers-Merk Drogenbeauftragte der Bundesregierung. Nach der Bundestagswahl 2002 wurde sie am 22. Oktober 2002 als parlamentarische Staatssekretärin bei der Bundesministerin für Gesundheit und Soziale Sicherung in die von Bundeskanzler Gerhard Schröder geführte Bundesregierung berufen. Nach der Bundestagswahl 2005 wurde sie am 23. November 2005 in der jetzt von Bundeskanzlerin Angela Merkel geleiteten Bundesregierung zur parlamentarischen Staatssekretärin bei der Bundesministerin für Gesundheit ernannt. Nach der Bundestagswahl 2009 und dem folgenden Regierungswechsel schied Caspers-Merk aus dem Amt.

## Lehrtätigkeit bei der Dualen Hochschule Baden-Württemberg (DHBW) Lörrach
Mit Beginn des Wintersemesters 2009/2010 nahm Marion Caspers-Merk eine Lehrtätigkeit im Studiengang BWL – Health Care Management an der DHBW Lörrach auf.

## Weitere Tätigkeiten
Von 2009 bis 2013 war Caspers-Merk Präsidentin des Kneipp-Bundes. Bis 2011 war sie zudem Stellvertreterin im Kuratorium der Theodor-Heuss-Stiftung. Zum Jahresanfang 2013 wurde Caspers-Merk als Nachfolgerin des in den Ruhestand gegangenen Friedhelm Repnik Geschäftsführerin der landeseigenen Staatliche Toto-Lotto GmbH Baden-Württemberg. Sie wurde 2018 von Georg Wacker abgelöst. Caspers-Merk war auch Beirätin bei der AIDS-Hilfe Freiburg.

## Ehrungen
- 2008: Deutscher Suchtpreis der Deutschen Gesellschaft für Suchtmedizin
- 15. Dezember 2010: Verdienstkreuz am Bande der Bundesrepublik Deutschland

## Kabinette
- Kabinett Schröder II – Kabinett Merkel I